# یهودیت موعودباور

The Messianic Seal

ماشیح یا مسیحا، موعود یهود (عبری: יהדות משיחית ; יַהֲדוּת מְשִׁיחִית‎، آوانگاری: yahadút mešiḥít; Yahadut Meshikhit)، نوعی جنبش نوپدید دینی در یهودیت است. در کتاب تلمود به نجات‌بخشی آخرالزمان اشاره شده‌است. کسی که روزی خواهد آمد و جهان را از نو خواهد ساخت. این آیندهٔ درخشان و باشکوه در اطراف شخصیت «ماشیح» که از جانب خداوند مأموریت خواهد داشت، تا این دوران تازه و پر از شگفتی‌ها را آغاز کند تمرکز خواهد یافت.
ماشیح واژهٔ عبری به معنای «مسیح رهایی‌بخش» است و از ریشهٔ عبری «مشح» یعنی «پاک کردن با روغن مقدس» مشتق شده‌است. یهودیان مانند اقوام و ملل باستان پیش از نصب پادشاه و کاهن به سر آن‌ها روغن می‌مالیدند تا نشانهٔ موقعیت جدید آن‌ها و نیز علامت آن باشد که روح الهی در آن‌ها حلول کرده‌است. قلمرو مفهومی واژه «ماشیح» رفته رفته گسترش پیدا کرد و معانی گوناگونی پیدا کرد. کلمهٔ ماشیح به تمام پادشاهان و پیامبران قوم یهود و همچنین به کورش شاه دودمان هخامنشیان در ایران یا هرکس که خداوند او را مأمور انجام کار خاصی می‌کرد اشاره داشت. این کلمه در نهایت امر معنی خاصی یافت و اشاره به کسی داشت که از سوی خداوند فرستاده شده و قداست خاصی دارد.

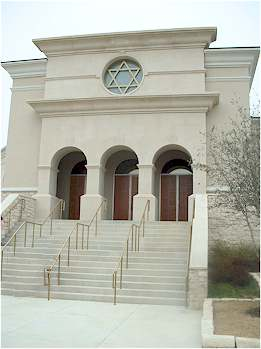
کنیسه موعودباور باروخ ها-شِم در شهر دالاس تگزاس آمریکا.

طبق اعتقاد عمومی یهود نام ماشیح جزء یکی از هفت چیزی است که پیش از خلق عالم هستی بوده‌است. «از آغاز خلقت عالم، پادشاه ماشیح به دنیا آمد زیرا لزوم وجود او حتی پیش از آنکه جهان آفریده شود به ذهن خداوند خطور کرد.» چنین عقیده‌ای در انجیل یوحنا دربارهٔ مسیح نیز وجود دارد. ماشیح انسانی آسمانی و موجودی معجزه گراست که جاودانی از خدای پدر قبل از خلقت جهان وجود داشته و او در آسمان می‌ماند تا زمان فرستادن وی فرا برسد. به او «پسر انسان» نیز می‌گویند زیرا به شکل انسان ظاهر می‌شود هرچند که سرشت وی آمیخته‌ای از خدا و انسان است. او تجسم خدا در تاریخ است؛ و پادشاهی از نسل داود است که پس از ظهور ایلیای نبی خواهد آمد تا مسیر تاریخ یهود بلکه بشریت را اصلاح نماید. او به رنج و محرومیت یهودیان پایان می‌دهد و آن‌ها را رهایی خواهد بخشید. یهودیان پراکنده در تبعید را گرد هم آورده آن‌ها را به صهیون باز خواهد گرداند دشمنان قوم اسرائیل را از بین برده اورشلیم (قدس) را به پایتختی خود برخواهد گزید.
در دین یهود و در تلمود محاسبات زیادی دربارهٔ تاریخ ظهور موعود یافت می‌شود که اغلب آن‌ها تاریخی در حدود قرن پنجم میلادی را نشان می‌دهد. در جایی ایلیای نبی به دانشمندی می‌گوید: دنیا در حدود ۴۲۵۰ سال دوام خواهد داشت و ماشیح در ۵۰ سال پایانی ظهور خواهد کرد. با این حال این محاسبات از سوی اکثریت دانشمندان یهود قبیح شناخته شده و اخطارهایی وجود دارد که کسانی را که تاریخ پایان ذلت اسرائیل و ظهور ماشیح را محاسبه می‌کنند لعنت می‌کند و این بدان دلیل است که این کار امیدهایی در دل مردم ایجاد می‌کند که اگر این امر محقق نشود باعث یأس و ناامیدی مردم می‌شود در صورتی که در تعلیمات این دین وجود دارد «اگرچه فرارسیدن پایان ذلت تأخیر یافت مع ذالک در انتظارش باش» دربارهٔ چگونگی وضع جهان پس از ظهور ماشیح نیز مطالب زیادی وجود دارد. در کتاب مزامیر داوود (مزمور ۷۲ بند ۷) آمده: «در زمان او صالحان خواهند شکفت و وفور سلامتی خواهند بود. مادامی که ماه نیست نگردد او حکمرانی خواهد کرد، از دریا تا دریا و از نهر تا اقصای جهان. به حضور وی صحرانشینان گردن خواهند نهاد و دشمنان او خاک را خواهند لیسید.» و در جای دیگر از کتاب مزامیر آمده‌است: «... قومها را به انصاف داوری خواهد کرد. آسمان شادی کند و زمین مسرور گردد، دریا و پری آن غرش نمایند. صحرا و هرچه در آن است به وجد آید. آنگاه تمام درختان جنگل ترنم خواهند نمود به حضور خداوند، زیرا که می‌آید، زیرا که برای داوری جهان می‌آید. ربع مسکون را به انصاف داوری خواهد کرد، قومها را به امانت خود. و در جایی دیگر آثار به وجود آمده توسط ماشیح را بر دنیای آینده در ۱۰ گفتار بیان کرده‌اند:
۱. او جهان را به نور خویش روشن خواهد کرد. ۲. خداوند از اورشلیم آب روان جاری خواهد ساخت و هرکسی بیماری دشته باشد به‌واسطهٔ آن شفا خواهد یافت. ۳. درختان را وادار می‌کند تا هر ماه میوه آورند و انسان از میوه‌های آن می‌خورد و شفا می‌یابد. ۴. تمام شهرهای ویران شده را از نو آباد خواهد کرد و در جایی ویرانه یافت نخواهد شد. ۵. خداوند اورشلیم را با سنگ‌های یاقوت از نو بنا خواهد کرد. ۶. صلح جاویدان در سراسر طبیعت حکم فرما خواهد شد. ۷. خداوند تمامی حیوانات و خزندگان را فرا می‌خواند و با آن‌ها و با تمام اسرائیل عهد خواهد بست. ۸. گریه و شیون و زاری در جهان نخواهد بود. ۹. مرگ دیگر در دنیا وجود نخواهد داشت. ۱۰. دیگر نه آه و ناله‌ای به گوش می‌رسد و نه فریاد و فغانی، نه غم و اندوهی وجود خواهد داشت ونه حزن وماتمی.